# Сан-Мініато
Сан-Мініато (італ. San Miniato) — муніципалітет в Італії, у регіоні Тоскана, провінція Піза.
Сан-Мініато розташований на відстані близько 240 км на північний захід від Рима, 34 км на захід від Флоренції, 37 км на схід від Пізи.
Населення — 28 081 особа (2014).
Щорічний фестиваль відбувається 25 серпня. Покровитель — San Genesio.

## Демографія
Населення за роками:

Станом на 1 січня 2023 року в муніципалітеті офіційно проживали 2023 іноземці з 80 країн, серед них 347 громадян країн Євросоюзу та 37 громадян України.

## Уродженці
- Морено Роджі (*1954) — італійський футболіст, захисник.

## Сусідні муніципалітети
- Кастельфьорентіно
- Черрето-Гуїді
- Емполі
- Фучеккьо
- Монтайоне
- Монтополі-ін-Валь-д'Арно
- Палая
- Санта-Кроче-сулл'Арно

## Галерея зображень

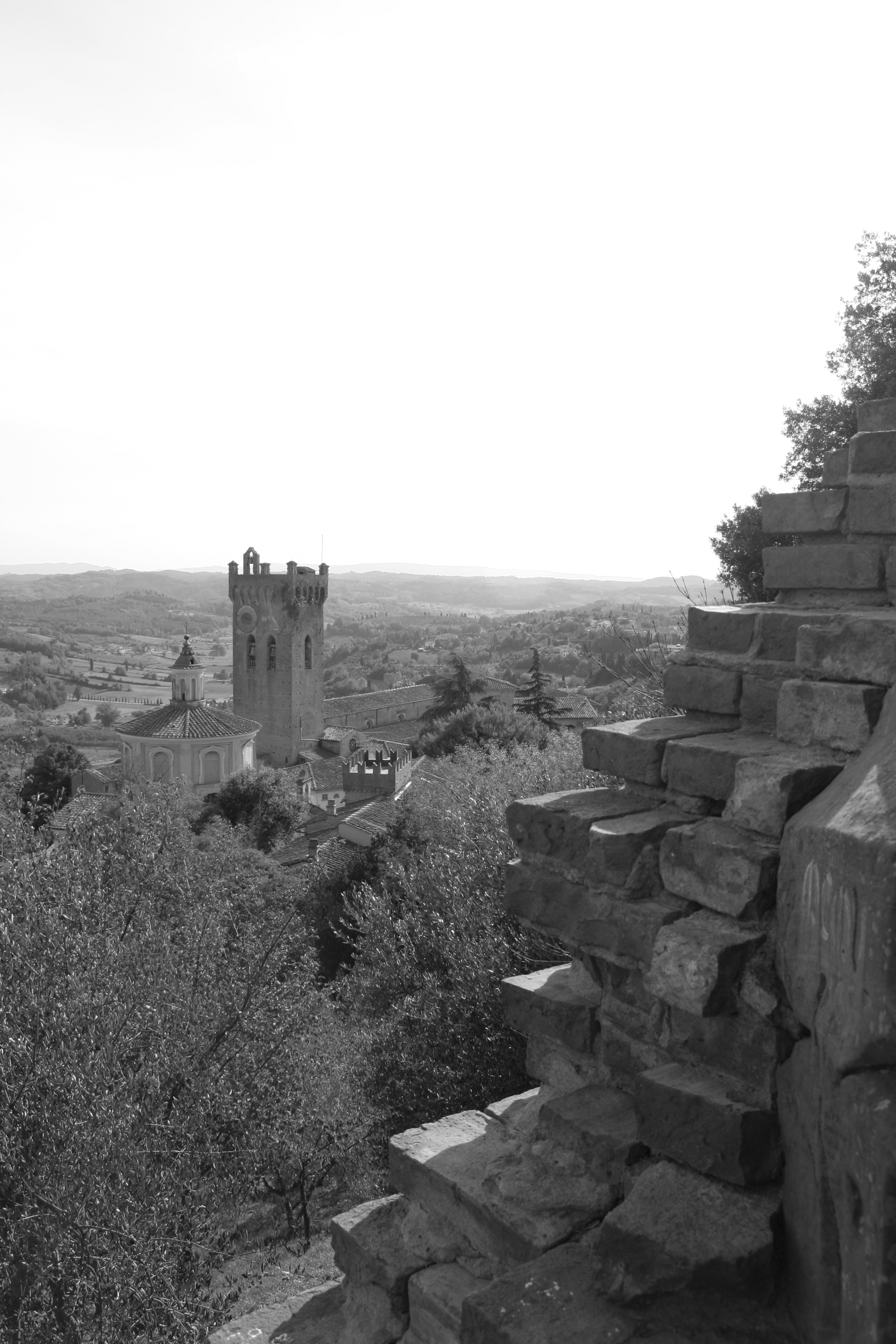
Кампаніла собору Сан-Мініато
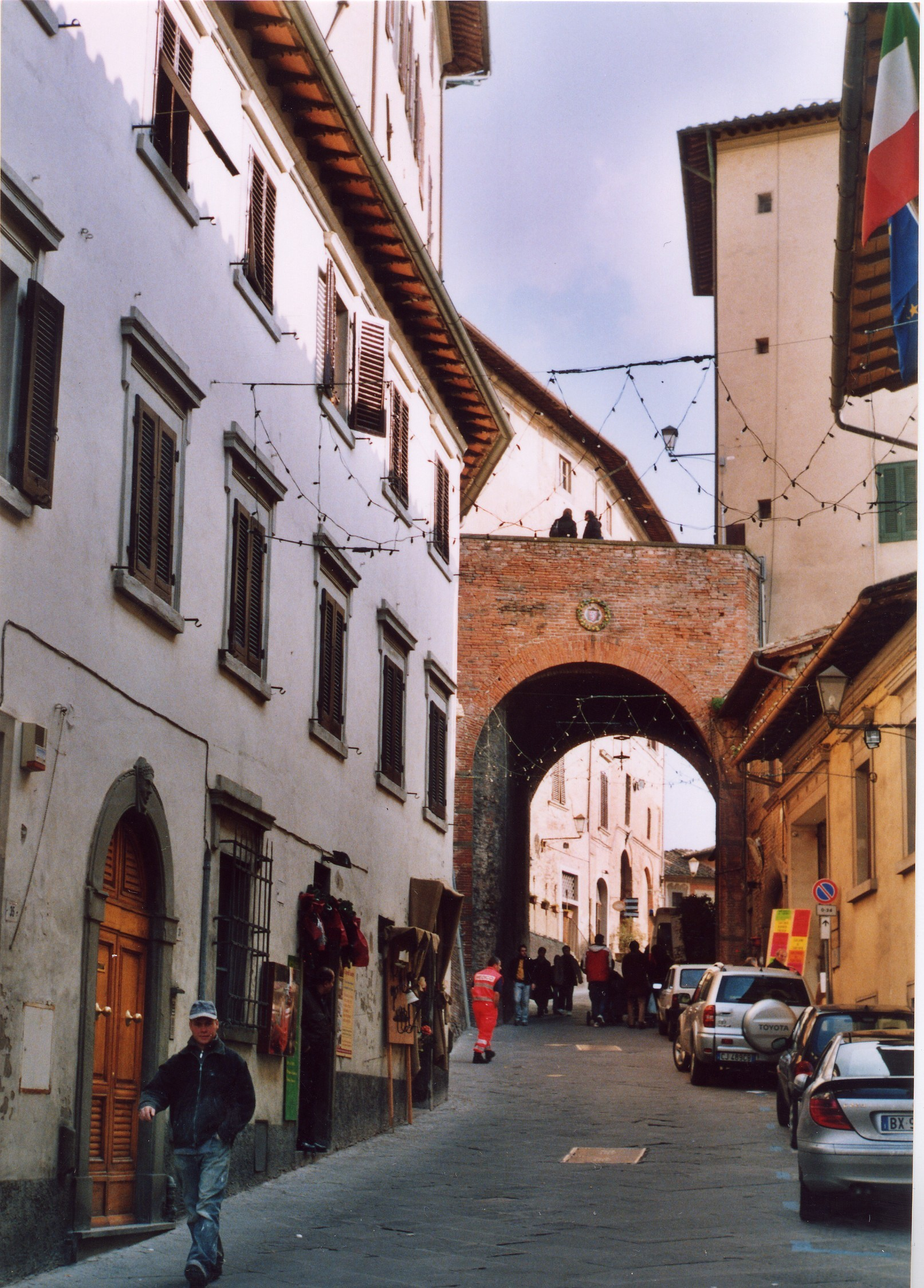
Сан-Мініато. Центр
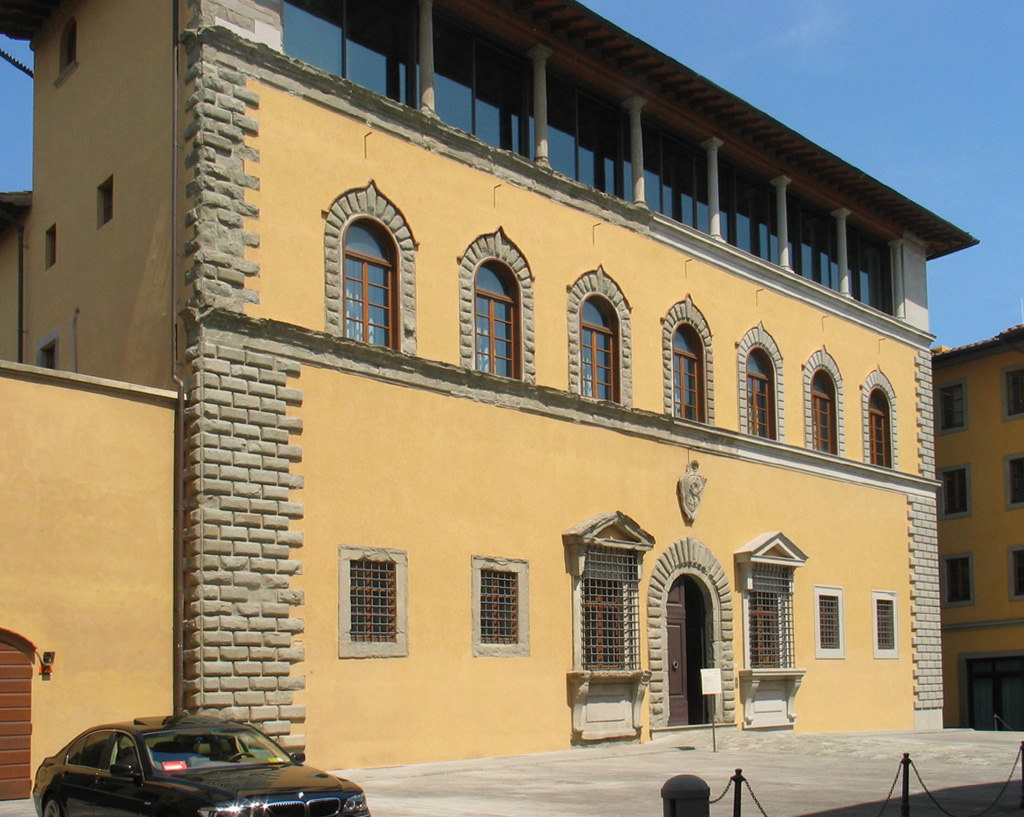
Палаццо Ґріфоні у Сан-Мініато